# Teratochernes mirus
Teratochernes mirus är en spindeldjursart som beskrevs av Beier 1957. Teratochernes mirus ingår i släktet Teratochernes och familjen blindklokrypare. Inga underarter finns listade i Catalogue of Life.